# Katharina Filter
Katharina Filter (født 4. februar 1999 i Hamborg, Tyskland) er en kvindelig tysk håndboldspiller, der spiller for Brest Bretagne Handball og Tysklands kvindehåndboldlandshold.
Hun blev udtaget til landstræner Henk Groeners trup ved VM i kvindehåndbold 2021 i Spanien, hvor det tyske hold blev nummer 7.
Udover ordinær håndbold er Filler også strandhåndbold-spiller, og vandt det tyske mesterskab i strandhåndbold i 2021 med Beach Unicorns Hannover.